# 宇都宮上三川インターチェンジ
宇都宮上三川インターチェンジ（うつのみやかみのかわインターチェンジ）は、栃木県宇都宮市東谷町にある、北関東自動車道のインターチェンジ。宇都宮市と河内郡上三川町との市町境に位置する。
周辺には都市再生機構が開発した複合型工業流通団地「インターパーク宇都宮南」が整備され、大規模ショッピングモールやシネマコンプレックスなど郊外型商業施設が次々と開店しており、商業集積地区となっている。
新4号国道へのランプの他、「インターパーク宇都宮南」内とを結ぶランプも設置されている。

## 歴史
- 2000年（平成12年）7月27日：栃木都賀JCT - 宇都宮上三川IC間開通に伴い、供用開始[1]。
- 2008年（平成20年）3月15日：宇都宮上三川IC - 真岡IC間開通[1][2]。

## 周辺

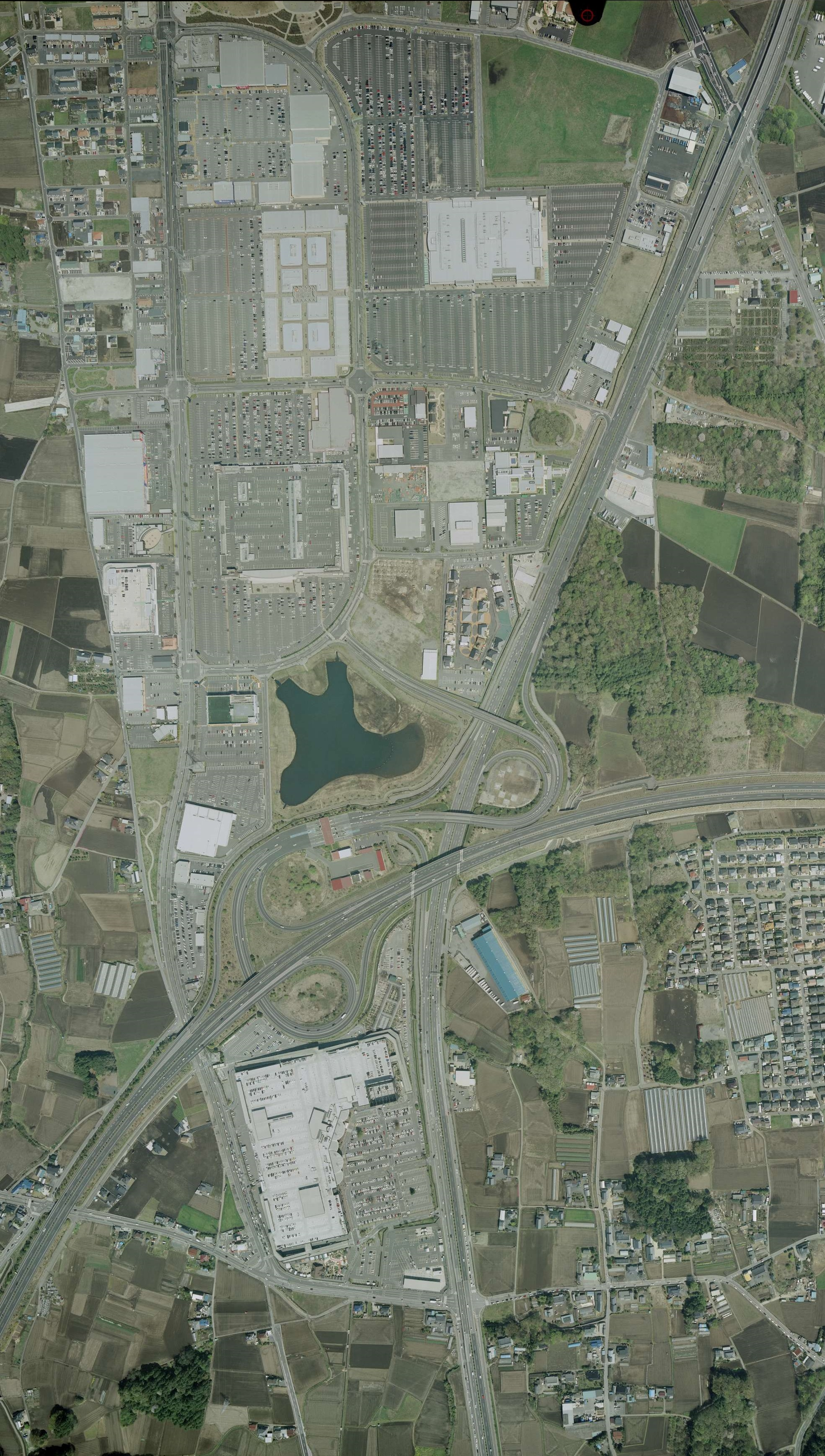
インターパーク宇都宮南（2010年）出典：『国土交通省「国土画像情報（モノクロ空中写真）」（配布元：国土地理院地図・空中写真閲覧サービス）』

- インターパーク宇都宮南 - 複合型工業流通団地。商業集積地区。
- 日産自動車栃木工場
- 瑞穂野工業団地
- みずほの自然の森公園
- 宇都宮国際貨物ターミナル (UICT)
- 栃木県立宇都宮南高等学校
- 日産栃木自動車大学校
- 宇都宮貨物ターミナル駅（JR貨物）
- 本郷台団地

## 接続する道路
- 直接接続
  - E50 北関東自動車道（10番）
  - 国道4号（新4号国道石橋宇都宮バイパス）
  - 市道インターパーク東通り（インターパーク方面直結）

## 料金所
- ブース数：7

### 入口
- ブース数：3
  - ETC専用：1
  - ETC・一般：1
  - 一般：1

### 出口
- ブース数：4
  - ETC専用：1
  - ETC・一般：1
  - 一般：2

## 隣
E50 北関東自動車道
(9) 壬生IC - 下野SIC(事業中) - (10) 宇都宮上三川IC - (11) 真岡IC